# Oketo (Kansas)
Oketo es una ciudad ubicada en el condado de Marshall en el estado estadounidense de Kansas. En el año 2010 tenía una población de 2087 habitantes y una densidad poblacional de 220 personas por km².

## Geografía
Oketo se encuentra ubicada en las coordenadas 39°57′46″N 96°35′56″O / 39.96278, -96.59889 (39.962882, -96.598896).

## Demografía
Según la Oficina del Censo en 2000 los ingresos medios por hogar en la localidad eran de $26,667 y los ingresos medios por familia eran $30,893. Los hombres tenían unos ingresos medios de $26,042 frente a los $20,833 para las mujeres. La renta per cápita para la localidad era de $16,862. Alrededor del 9.5% de la población estaban por debajo del umbral de pobreza.